# Sphaerium
Sphaerium (kulkówka, gałeczka) – holarktyczny rodzaj obejmujący pospolite, słodkowodne małże o charakterystycznym, kulistym kształcie muszli i niewielkich wymiarach ciała, należący do rodziny kulkówkowatych (Sphaeriidae).

## Systematyka
Jeden z rodzajów rodziny kulkówkowatych (Sphaeridae), w Polsce reprezentowany przez trzy gatunki. W Polsce znany pod nazwami: gałeczka lub kulkówka.

### Etymologia nazwy
Nazwa rodzaju odnosi się do kształtu muszli, która jest bardzo wypukła, niemal okrągła (grek. Σφαιριοσ, sphairios – kula).

### Gatunki
Systematyka rodzaju różni się w zależności od opracowań, w skład rodzaju zaliczane są następujące gatunki:
- Sphaerium asiaticum (Martens 1864)[7]
- Sphaerium bequaerti (Dautzenberg & Germain, 1914)
- Sphaerium corneum (Linnaeus, 1758) - kulkówka rogowa
- Sphaerium fabale (Prime, 1852)[1]
- Sphaerium nitidum Westerlund, 1876[1]
- Sphaerium novaezelandiae (Say, 1854)[8]
- Sphaerium nucleus ( Studer 1820)[7]
- Sphaerium occidentale (J. Lewis, 1856)[1]
- Sphaerium ovale ( A. Ferussac 1807)[7]
- Sphaerium patella (Gould, 1850)[1]
- Sphaerium rivicola (Lamarck, 1818) - gałeczka rzeczna
- Sphaerium rhomboideum (Say, 1817)[1]
- Sphaerium simile (Prime, 1852)[1]
- Sphaerium solidum (Normand, 1844) - gałeczka żeberkowana
- Sphaerium striatinum (Lamarck, 1818)[1]
- wymarłe: Sphaerium beckmani Russell, 1976[9]

## Występowanie
Holarktyka. Nie odnotowane na Islandii oraz Wyspach Owczych.

## Budowa

### Cechy morfologiczne

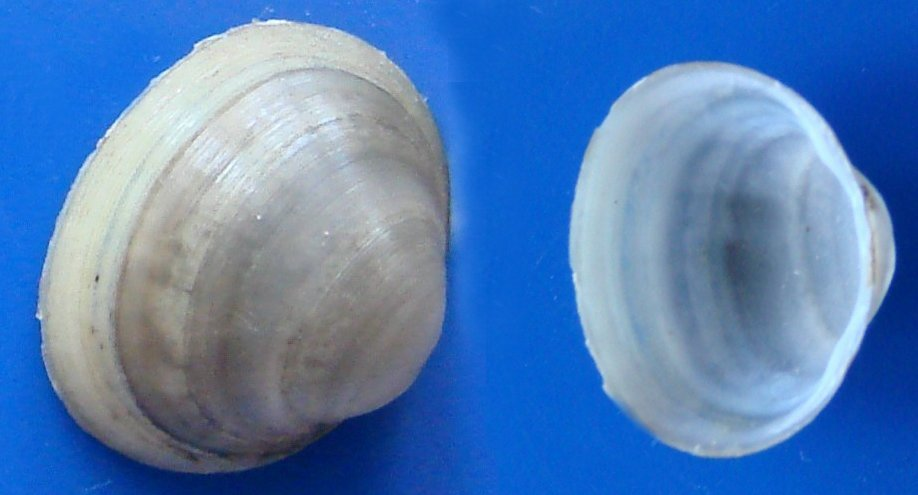
Muszla gałeczki rogowej.

Muszla kulista, o długości nie przekraczającej 10 mm. Szczyty położone mniej więcej centralnie na górnym brzegu muszli. Płyta zamka wąska, zęby główne drobne, wyraźnie zaznaczone. Zwierzęta mają dwa syfony, połączone u podstawy. Syfon górny (wyrzutowy) jest znacznie mniejszy niż syfon dolny (wpustowy). Płaty skrzelowe wewnętrzne dwa razy większe niż zewnętrzne. Długość przewodu pokarmowego równa trzem długościom ciała. Ruchliwe i wąskie płaty gębowe. Nefrydium z szerokim kanałem i dużym workiem wydalniczym.

## Biologia i ekologia

### Zajmowane siedliska
Przedstawiciele występują w śródlądowych wodach bieżących i stojących, w różnych typach zbiorników wodnych.

### Odżywianie
Filtratory, odżywiają się zawiesiną odcedzaną z wody na skrzelach. Pokarmem mogą być bakterie, drobne glony, pierwotniaki i detrytus.

### Oddychanie
Wymiana gazowa zachodzi za pośrednictwem skrzeli i jamy płaszcza.

### Rozmnażanie
Obojnaki. Jaja rozwijają się w torbach lęgowych (marsupiach) w skrzelach rodziców. W skrzelach osobników dojrzałych przebywają młodociane osobniki potomne w różnych stadiach rozwoju. Wylęgające się (opuszczające osobniki rodzicielskie) osobniki młodociane mogą mieć długość równą 1/4-1/3 długości osobnika rodzicielskiego.